# Alsény Camara
Alsény Camara (Conacri, 4 de novembro de 1986) é um futebolista profissional guineense que atua como defensor.

## Carreira
Alsény Camara representou o elenco da Seleção Guineense de Futebol no Campeonato Africano das Nações de 2008.